# وادي دان (الحد)

تعديل مصدري - تعديل

وادي دان هي إحدى قرى عزلة الحد بمديرية الحد التابعة لمحافظة لحج، بلغ تعداد سكانها 594 نسمة حسب تعداد اليمن لعام 2004.